# 캐롤라이나 식민지
캐롤라이나 식민지(Province of Carolina)는 북아메리카에 있던 영국의 식민지이다. 1629년, 찰스 1세로부터 로버트 히스가 케이프피어 지역에 대한 면허장을 받았다. 히스는 프랑스의 위그노들이 사는 땅을 원했으나, 찰스 1세는 영국 성공회 신도들의 땅으로 제한했다. 히스는 면허장을 버클리 경 조지에게 양도했다.

## 같이 보기
- 노스캐롤라이나 식민지
- 사우스캐롤라이나 식민지